# 雷蒙德鎮區 (阿肯色州門羅縣)
雷蒙德鎮區（英語：Raymond Township）是位於美國阿肯色州門羅縣的一個行政鎮區。

## 地方資料
雷蒙德鎮區的面積為42.53平方千米，當中陸地面積為42.53平方千米，而水域面積為0.00平方千米。根據2010年美國人口普查的數據，當地共有人口57人，而人口密度為每平方千米1.34人。